# Жријеб за Свјетско првенство у фудбалу 2022.
Жријеб за Свјетско првенство у фудбалу 2022. одржан је 1. априла 2022. године у 18.00 часова по средњоевропском љетњем времену, тј. у 20.00 часова по локалном, арабијском времену, у Изложбеном и конвекционом центру у Дохи у Катару. На жријебу су учествовале 32 репрезентације, које су биле подијељене у четири шешира по осам репрезентација. Из сваког шешира извлачена је по једна репрезентација и тако су састављане групе.
Као домаћин, Катар је имао позицију А1 у првом шеширу, у којем су још биле седам најбоље рангираних репрезентација на ФИФА ранг-листи. У другом шеширу, налазиле су се репрезентације које су заузимале позиције од 8 до 15 од репрезентација које су се пласирале на првенство; у трећем шеширу биле су репрезентације које су заузимале позиције од 16 до 23, док су у четвртом шеширу биле репрезентације које су заузимале позиције од 24 до 28, двије репрезентације побједнице међуконтиненталног баража и побједник УЕФА баража.
Жријеб је почео од првог шешира. Катар је први извучен као домаћин након чега су се извлачили тимови из осталих шешира како би била направљена група. Исти поступак се понављао све док није извучено свих осам група.

## Квалификоване репрезентације
На Свјетско првенство квалификовале су се 32 репрезентације, од којих су 24 учествовале на претходном првенству — 2018. Једини дебитант је био Катар, који је био први домаћин дебитант на Свјетском првенству након Италије која је као домаћин дебитовала на првенству 1934. Холандија, Еквадор, Гана, Камерун и САД, вратиле су се на првенство након што су пропустиле првенство 2018. Канада се пласирала на првенство након 36 година и првенства 1986. када је једини пут учествовала на Свјетском првенству. Велс се пласирао на првенство након 64 године и првенства 1958, што је рекордна разлика између два учешћа на првенству за неку репрезентацију из Европе.
Четвороструки свјетски шампион и актуелни европски шампион — Италија, није се квалификовала на друго првенство заредом, што јој се десило први пут у историји, изгубивши у полуфиналу баража од Сјеверне Македоније. Италија је једини бивши свјетски шампион који није успио да се квалификује, док је такође четврта репрезентација која се није пласирала на Свјетско првенство након што је претходно освојила Европско, послије Чехословачке 1978, Данске 1994 и Грчке 2006. Домаћин претходног првенства — Русија, дисквалификована је због инвазије на Украјину. Побједник Копа Америке 2015. и 2016. — Чиле, није се пласирао на друго првенство заредом. Нигерија је испала од Гане захваљујући голу у гостима, у финалу плеј-офа КАФ квалификација и није се пласирала на првенство послије три првенства заредом и шест од последњих седам на којима је учествовала. Репрезентације које су учествовале на првенству 2018, као што су Египат, Панама, Колумбија, Перу, Исланд и Шведска, такође се нису пласирале на првенство.
| АФК (6) - Аустралија - Иран - Јапан - Јужна Кореја - Катар (домаћин) - Саудијска Арабија КАФ (5) - Гана - Камерун - Мароко - Сенегал - Тунис | КОНКАКАФ (4) - Канада - Костарика - Мексико - Сједињене Државе КОНМЕБОЛ (4) - Аргентина - Бразил - Еквадор - Уругвај ОФК (0) - Нико се није квалификовао | УЕФА (13) - Белгија - Велс - Данска - Енглеска - Њемачка - Пољска - Португалија - Србија - Француска - Холандија - Хрватска - Шпанија - Швајцарска |  |

## Жријеб
Тимови су жријебани на основу позиција на ФИФА ранг-листи од марта 2022, које су званично објављене 31. марта, дан прије жријеба.
Жријебу је присуствовало око 2.000 гостију; водили су га Карли Лојд, Џермејн Џинас и Саманта Џонсон, док су им помагали Кафу, Лотар Матеус, Адел Ахмед Малала, Али Даеи, Бора Милутиновић, Џеј-Џеј Окоча, Рабах Маџер и Тим Кејхил.
| Шешир 1 | Шешир 2 | Шешир 3 | Шешир 4 |
| --- | --- | --- | --- |
| Катар (51) (Д) · Бразил (1) · Белгија (2) · Француска (3) · Аргентина (4) · Енглеска (5) · Шпанија (7) · Португалија (8) | Мексико (9) · Холандија (10) · Данска (11) · Њемачка (12) · Уругвај (13) · Швајцарска (14) · Сједињене Државе (15) · Хрватска (16) | Сенегал (20) · Иран (21) · Јапан (23) · Мароко (24) · Србија (25) · Пољска (26) · Јужна Кореја (29) · Тунис (35) | Камерун (37) · Канада (38) · Еквадор (46) · Саудијска Арабија (49) · Гана (60) · Велс (18) · Костарика (31) · Аустралија (42) |

## Састави група
Групе извучене на жријебу:
| Група А   | Група Б          | Група Ц           | Група Д      |
| --------- | ---------------- | ----------------- | ------------ |
| Катар     | Енглеска         | Аргентина         | Француска    |
| Еквадор   | Иран             | Саудијска Арабија | Аустралија   |
| Сенегал   | Сједињене Државе | Мексико           | Данска       |
| Холандија | Велс             | Пољска            | Тунис        |
| Група Е   | Група Ф          | Група Г           | Група Х      |
| Шпанија   | Белгија          | Бразил            | Португалија  |
| Костарика | Канада           | Србија            | Гана         |
| Њемачка   | Мароко           | Швајцарска        | Уругвај      |
| Јапан     | Хрватска         | Камерун           | Јужна Кореја |